# Petr Nárožný
Petr Nárožný (ur. 14 kwietnia 1938 w Pradze) – czeski aktor.

## Życiorys
W 1968 roku ukończył architekturę i budownictwo naziemne na Politechnice Czeskiej w Pradze (České Vysoké Učení Technické, ČVUT) z tytułem inżyniera architekta. Po krótkiej praktyce jako projektant budowlany zaczął występy na estradzie. Początkowo był konferansjerem na koncertach zespołu Rangers. W 1968 roku wraz z Ludkiem Sobotą i Miloslavem Šimkiem występował jako komik. W latach 1974–80 grał w praskim teatrze Semafor, potem w teatrze Činoherní klub w Pradze. Jest wybitnym aktorem komediowym z wielkim talentem improwizacyjnym, występuje na scenach teatralnych, w telewizji i filmach. Dla telewizji stworzył wieczorynkę Mach i Szebestowa (Mach a Šebestová), prowadzi także programy rozrywkowe.

## Wybrana filmografia

### Filmy kinowe
- 2010: Deszczowa wróżka (Dešťová víla) jako doktor
- 2002: Ucieczka do Budapesztu (Útěk do Budína) jako Srdínko
- 1994: Marie Ruzicka (Marie Růžička) jako radca
- 1985: Z diabłami nie ma żartów (S čerty nejsou žerty ) jako kapral
- 1980: Głupcy, oszuści i rzepa (Blázni, vodníci a podvodníci) jako Horák
- 1978: Niech się boi (Jen ho nechte, ať se bojí) jako Mydloch
- 1977: To moja sprawa, szefie (Já to beru, šéfe…!) jako Oto Vacák
- 1977: Jutro wstanę rano i oparzę się herbatą (Zítra vstanu a opařím se čajem) jako kierowca
- 1977: Brygada upał (Parta hic) jako górnik Kynkal, magik amator
- 1976: Łobuziaki (Páni kluci) jako dyrektor szkoły
- 1976: Mareczku, podaj mi pióro! (Marečku, podejte mi pero!) jako Týfa
- 1976: Honza małym królem (Honza málem králem) jako rolnik Matěj
- 1976: Jutro się policzymy, kochanie (Zítra to roztočíme, drahoušku…!) jako pracownik działu personalnego
- 1975: Piosenka za koronę (Romance za korunu) jako kelner Lojzícek
- 1974: Horoskop szczęścia (Jáchyme, hoď ho do stroje!) jako zawodnik rajdowy Volejník

### Seriale TV
- 2004: Czarni baronowie (Černí baroni) jako generał Mandel
- 1996: Gospoda (Hospoda) jako Jaroslav Dušek
- 1994: Było nas pięciu (Bylo nás pět) jako Vařeka
- 1993: Powrót Arabeli (Arabela se vrací) jako Karel
- 1983: Latający Czestmir (Létající Čestmír) jako Friseur Berti Blecher
- 1977: Pan Tau jako ojciec
- 1976: Mareczku, podaj mi pióro! jako Týfa